# John Mordaunt (1er vicomte Mordaunt)
John Mordaunt, 1er vicomte Mordaunt (18 juin 1626 - 5 juin 1675) est un royaliste anglais. 

## Biographie
Il est né à Lowick, dans le Northamptonshire, deuxième fils de John Mordaunt (1er comte de Peterborough) et d'Elizabeth Howard (décédée en 1671), fille de William Howard (3e baron Howard d'Effingham) (en). 
En juin 1648, il accompagne son frère, Henry Mordaunt (2e comte de Peterborough) dans un soulèvement royaliste et s'enfuit avec lui sur le continent, quand il échoue. Il revient en Angleterre en 1652 et se marie avec Elizabeth Carey le 7 mai 1657. 
Il participe de nouveau à la conspiration royaliste et rencontre le marquis d'Ormonde lors de son voyage secret en Angleterre en 1658. Mordaunt est trahi et arrêté le 1er avril 1658. Libéré et arrêté à nouveau le 15 avril 1658, il est accusé de trahison. Thomas Pride, l'un des commissaires chargés de le juger, tombe malade et un témoin clé s'échappe (probablement grâce aux efforts de son épouse), et Mordaunt est acquitté par un vote de 20 contre 19 des commissaires. 
Cet acquittement étroit n'empêche pas ses efforts secrets pour le compte de Charles II. Cependant, bien que le roi, Ormonde et Hyde lui fassent confiance, de nombreux royalistes (notamment les membres du nœud scellé) le détestent et se méfient de lui. Il est créé le 10 juillet 1659 vicomte Mordaunt d'Avalon et baron Mordaunt de Reigate par Charles, qui le considère comme le chef de sa cause en Angleterre. Toutefois, le nouveau soulèvement qu'il prévoyait en juin est retardé à plusieurs reprises, en partie à cause des frictions avec d'autres royalistes, et le Conseil d'État ordonne son arrestation. Le soulèvement, dans le Surrey, n'attire que trente partisans et Mordaunt s'échappe de justesse en France en septembre. 
Il retourne en Angleterre à nouveau en octobre après l'expulsion du Parlement croupion et prévoit une nouvelle rébellion, mais ses relations avec Hyde suscitent des soupçons et il ne reçoit aucune faveur de la part d'un parti. Il retourne en France en novembre, puis en Angleterre en janvier. Ses tentatives pour discréditer George Monck et promouvoir l'intervention française sont infructueuses: lui et Monck sont tous deux anobli par Charles à Douvres le 25 mai 1660. 
Il est nommé gendarme de Windsor Castle, gardien de Windsor Great Park et Lord Lieutenant du Surrey lors de la restauration, mais joue un rôle mineur à la Cour. En 1666, il est accusé à la Chambre des communes d'avoir emprisonné William Taylor, un géomètre du château de Windsor, et d'avoir violé la fille de Taylor. Il est destitué par les Communes en décembre, mais le Parlement est prorogé en février et le roi lui pardonne en juillet. Il démissionne de ses postes à Windsor en septembre 1668 et se rend à Montpellier cette année-là. 

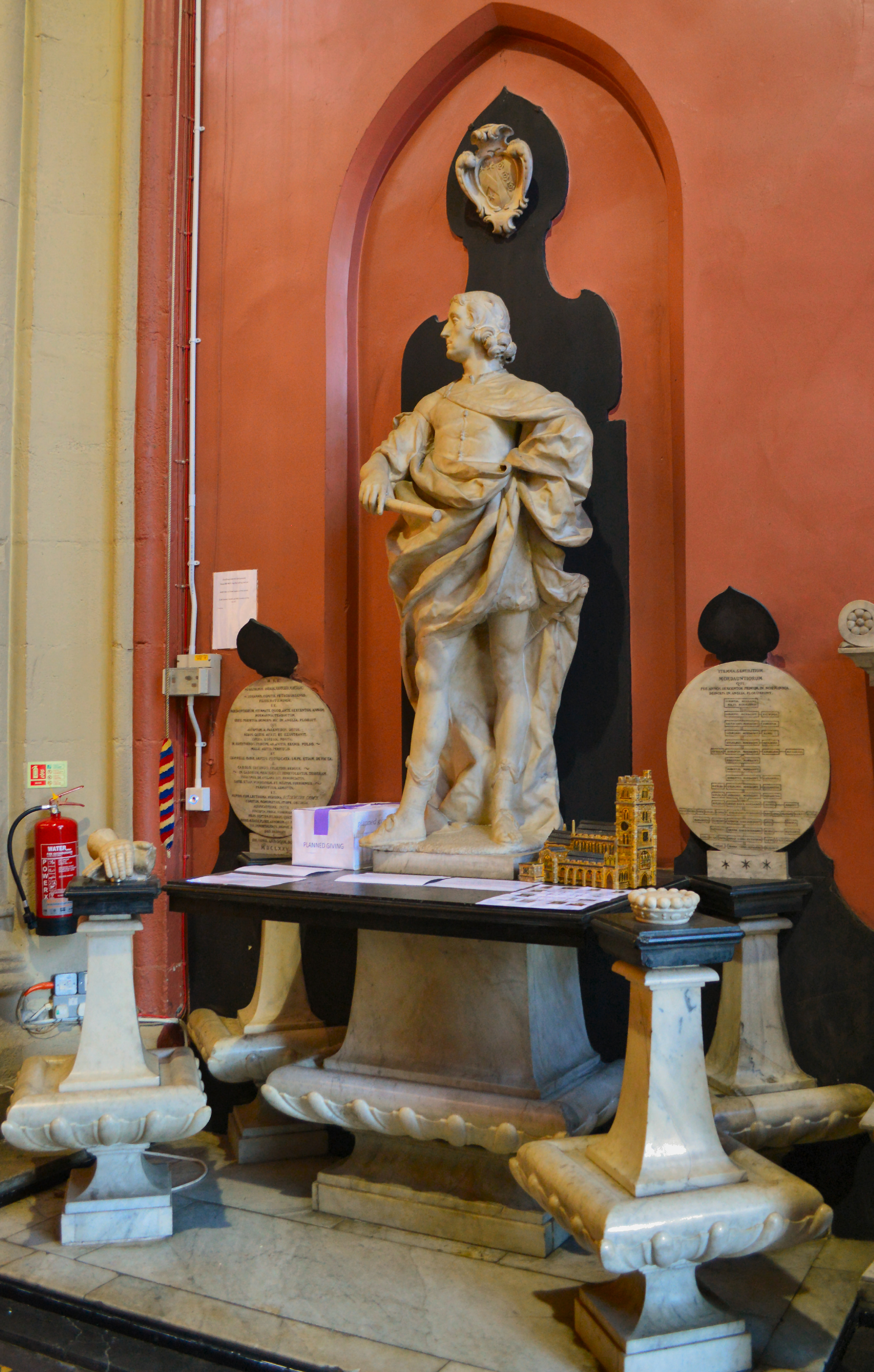
Tombe dans la Fulham, All Saints Church

Il ne rentre en Angleterre qu'en 1669 et vit désormais dans sa maison à Parsons Green, dans le Middlesex. Il y meurt de fièvre en 1675 et est enterré à l'église All Saints de Fulham à Londres. 

## Famille
Il épouse Elizabeth, fille de Thomas Carey de Sunninghill Park à Berkshire (fils cadet de Robert Carey (1er comte de Monmouth)), dont il a onze enfants survivants, parmi lesquels : 
- Charles Mordaunt (3e comte de Peterborough) (v. 1658-1735)
- Lieutenant-général Harry Mordaunt (1663-1720)
- Brigadier-général Lewis Mordaunt (décédé le 2 février 1713)
- Osmond Mordaunt (décédé le 1er juillet 1690, bataille de la Boyne)
- Révérend George Mordaunt
- Charlotte Mordaunt, mariée à Sir Joseph Alston, 3e baronnet
- Sophia Mordaunt, épouse James Hamilton de Bangor
- Anne Mordaunt